# Pave Innocens 4.
Innocens 4. født Sinibaldo de Fieschi (ca. 1195 – 7. december 1254) var pave fra 25 juni 1243 til sin død i 1254.
| Forgænger: Celestin IV | Paverækken | Efterfølger: Alexander IV |